# Base aérienne Iswahyudi
Iswahyudi est la principale base de l'armée de l'air indonésienne. Elle est située près de la ville de Madiun dans la province de Java oriental. 
La base possède 2 pistes parallèles.
Elle accueille la Wing (escadre) 3 constituée par les Skadron Udara (escadrons aériens) suivants :
- 3, équipé de F-16A et F-16B, de fabrication américaine
- 14, équipé de F-5E et F-5F, également de fabrication américaine, qui seront progressivement remplacés par des Soukhoï Su-35[1], et
- 15, équipé de KAI T-50 Golden Eagle coréens qui remplacent progressivement des BAe Hawk Mk.53 britanniques.

1. ↑  (en) « Defence Ministry Decides Sukhoi-35 To Replace F-5 Tiger », sur Tempo, 3 septembre 2015 (consulté le 8 décembre 2019)